# الدائرة الوطنية لمراجع العدالة الجنائية
الدائرة الوطنية لمراجع العدالة الجنائية (NCJRS) هو عبارة عن برنامج برعاية فيدرالية يشارك المنشورات وغيرها من المعلومات بما في ذلك المنح وفرص التمويل والدورات التدريبية والمؤتمرات القادمة من مكتب برامج العدل ‏ التابع لوزارة العدل الأمريكية والمعهد الوطني للإصلاحيات (NIC). كما تحتفظ الدائرة بمكتبة للعدالة الجنائية وتخدم بمثابة مصدر ومورد لوكالات إنفاذ القانون ووكالات العدالة الجنائية الأخرى.

## روابط خارجية
- الموقع الرسمي